# Moe (gíria)

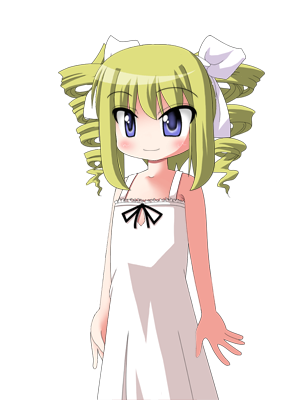
Exemplo de imagem de uma personagem com traços moe

Moe (em japonês: 萌え) é uma gíria que originalmente refere-se a um interesse em particular para personagens femininas descritas como "fofas" ou "adoráveis".
Existem várias interpretações do que "moe" significa atualmente. Joseph L. Dela Pena argumenta que o termo indica um sentimento de proteção direcionado a um personagem feminino de aparência jovem.

## Etimologia
A origem do termo "moe" é incerta. O colunista de animes John Oppliger sugeriu várias teorias populares descrevendo como o termo teria surgido do nome de heroínas, tais como Hotaru Tomoe de Sailor Moon ou Moe Sagisawa do anime Kyoryu Wakusei de 1993. Ken Kitabayashi do Instituto de Pesquisas Nomura definiu o termo como sendo "fortemente atraído para os ideais de outra pessoas", e como uma paranomásia com "germinação" e as palavras moyasu ou moeru. Galbraith argumenta que o termo provém do 2channel na década de 1990, discutindo personagens femininas híbridos dos gêneros lolicon e bishoujo.